# Michael Andersson
Michael Andersson (Höganäs, 4 de març de 1967) és un ciclista suec, ja retirat, que fou professional entre el 1995 i el 2001.
Abans de dedicar-se al ciclisme va destacar com a remador, esport en el qual es proclamà fins a set vegades campió de Suècia. El 1986 passà a centrar-se en el ciclisme, destacant sobretot com a contrarellotgista. Va guanyar la medalla de plata al Campionat del Món de l'especialitat, vuit vegades el Campionat nacional de l'especialitat i un en ruta. També guanyà tres edicions de la Volta a Suècia, sent el ciclista que més cops l'ha guanyat. Va prendre part en tres edicions dels Jocs Olímpics d'Estiu, el 1992, 1996 i 2000.
Es retirà el 2001, per passar a exercir diferents càrrecs de CEO en una de les grans empreses industrials de Suècia.

## Palmarès
- 1989
  - Vencedor de 2 etapes al Tour de Seine-et-Marne

- 1990
  -  Campió de Suècia de CRI
- 1991
  - 1r a la Volta a Suècia i vencedor d'una etapa
  - 1r a la París-Évreux
- 1992
  -  Campió de Suècia de CRI
  - 1r a la Volta a Suècia i vencedor de 2 etapes
- 1993
  -  Campió de Suècia de CRI
  - 1r al Cinturó a Mallorca i vencedor d'una etapa
  - Vencedor d'una etapa de la Commonwealth Bank Classic
- 1994
  -  Campió de Suècia en ruta
  - 1r a la Volta a l'Empordà
- 1995
  - 1r al Giro del Capo
  - 1r a la Rapport Toer i vencedor d'una etapa
- 1996
  -  Campió de Suècia de CRI
  - 1r a la Volta a la Xina i vencedor d'una etapa
  - Vencedor d'una etapa de la Volta a Suècia
  - Vencedor d'una etapa de la Cursa de la Pau
- 1997
  -  Campió de Suècia de CRI
  - 1r a la Berner Rundfahrt
- 1998
  -  Campió de Suècia de CRI
- 1999
  -  Campió de Suècia de CRI
  - Vencedor d'una etapa del Gran Premi de Ringerike
  - 2n al Campionat del Món de CRI
- 2000
  -  Campió de Suècia de CRI
  - 1r a la Volta a Suècia i vencedor d'una etapa

### Resultats al Giro d'Itàlia
- 1995. Abandona (11a etapa)
- 1998. Abandona (17a etapa)

### Resultats a la Volta a Espanya
- 1995. 98è de la classificació general
- 1996. Abandona (12a etapa)
- 1997. Abandona (7a etapa)
- 2001. Abandona (14a etapa)